# Депутатката Анджелина
„Депутатката Анджелина“ (на италиански: L'onorevole Angelina) е италиански филм от 1947 година на режисьора Луиджи Дзампа. Главната роля се изпълнява от Ана Маняни.

## Сюжет
Анджелина (Ана Маняни) е съпруга на полицай и майка на пет деца, която живее със семейството си в беден квартал. Всеки ден трябва да мисли как да връзва двата края и най-малкото да нахрани децата си. Един ден нейното търпение изчерпва и тя оглавява „бунта на жени“, които изобличават местния спекулант на стоки и търсят от властите да осигурят вода в района и да създадат кухня за деца. Когато кварталът отново е наводнен от реката, Анджелина насърчава бедните да се преместят в нови апартаменти в строеж, които наемодателят на къщата им възнамерява да продава, вместо да ги предаде на нуждаещите се. Тя е арестувана, но по-късно е освободена и е поздравена като победител. В нея възниква идеята да я номинират за представител на бедните ...

## В ролите
| Изпълнител          | Роля             |
| ------------------- | ---------------- |
| Ана Маняни          | Анджелина Бианки |
| Нандо Бруно         | Паскуале Бианки  |
| Аве Нинчи           | Кармела          |
| Ернесто Алмиранте   | Луиджи           |
| Аниезе Дубини       | Чезира           |
| Армандо Миляри      | Калисто Гароне   |
| Мария Донати        | Жената на Гароне |
| Мария Грация Франча | Анета Биянки     |
| Франко Дзефирели    | Филипо Гароне    |